# Eindredacteur
Een eindredacteur is een journalistieke bureaufunctie. Hij of zij coördineert het totale tot stand komen van een mediaproduct zoals een dagblad, tijdschrift of televisieprogramma en bewaakt de productiestroom en de  deadlines. Eindredacteuren werken meestal bij nieuwsorganisaties, maar ook bij kleinere tijdschriften, en over het algemeen onder direct toezicht van de hoofdredacteur of de redactiechef. 
Bij een dagblad of tijdschrift stuurt de eindredacteur de redacteuren/freelancers/tekstschrijvers, fotografen en vormgevers aan. De eindredacteur bepaalt de volgorde van het materiaal in de publicatie (bijvoorbeeld de artikelen) en zorgt ervoor dat alle teksten compleet zijn (maakt koppen, intro's en fotobijschriften). Hij of zij is ook verantwoordelijk voor de juistheid van een uitgave. De eindredacteur controleert de opmaak (drukproef) en geeft de uiteindelijke opdracht om te drukken (bij gedrukte media). In de dagblad- en tijdschriften-cao staat de functie omschreven.
Bij omroeporganisaties is de functie iets anders: meestal is daar de eindredacteur de (inhoudelijk) eindverantwoordelijke voor een tv- of radioprogramma. Hij of zij zet de lijnen uit en geeft leiding aan het programmateam.